# Erto e Casso
Erto e Casso (Nert y Cas en sus respectivos dialectos locales) es una localidad y municipio italiano que cuenta con 388 habitantes, se ubica en la provincia de Pordenone en la región de Friuli-Venecia Julia, que incluye la capital Erto y la aldea Casso, ahora casi despoblada debido al terrible desastre de la presa del Vajont ocurrido el 9 de octubre de 1963.

## Geografía
Erto e Casso se encuentra situado en el valle del Vajont, en la frontera con la provincia de Belluno, es el municipio más occidental de la región de Friuli-Venecia Julia.

## Evolución demográfica
| Gráfica de evolución demográfica de Erto e Casso entre 1861 y 2001 |
|                                                                    |
| Fuente ISTAT - elaboración gráfica de Wikipedia                    |

A finales del 2006 habían 407 habitantes, de los cuales 9 eran extranjeros (2,2%). En ese mismo año hubo 3 nacidos vivos (7.3‰), 4 fallecimientos (9.8‰), con un aumento natural de -1 unidades (-2.5‰). En promedio los hogares tienen 2,2 miembros.